# Promenada Staromiejska
Promenada Staromiejska – pas zieleni miejskiej położony w miejscu dawnych fortyfikacji obronnych wzdłuż Fosy Miejskiej (oraz na niewielkim odcinku wzdłuż Odry) we Wrocławiu. Stanowi on obszar miejskiej przestrzeni zielonej zlokalizowany w obrębie Starego Miasta. Pośród zieleni nadbrzeżnej wykonana została promenada obejmująca aleje zarówno z drogami pieszymi, jak i rowerowymi. Część z nich stanowi również bulwar nad brzegami Fosy Miejskiej, Zatoki Gondoli i Odry. Aleje spacerowe i drogi rowerowe wyznaczone są po wewnętrznej stronie fosy (w środkowym odcinku – strona północna); po przeciwnej (zewnętrznej) stronie fosy przebiega na znacznym odcinku ulica Podwale (południowy brzeg fosy w środkowym odcinku), z wyłączeniem odcinka biegnącego przez Park Juliusza Słowackiego, wzdłuż Zatoki Gondoli oraz Odry. Początek wyznaczony jest przez most gen. Władysława Sikorskiego. Dalej bieg promenady wzdłuż fosy, przecięty jest przez następujące ulice i place: plac Jana Pawła II we Wrocławiu (oraz ulicę św. Mikołaja i ulicę Ruską), kładka św. Antoniego, kładka nad fosą, ulicę Krupniczą, ulicę Świdnicką, ulicę Piotra Skargi, ulicę Oławską (jej odcinek stanowiący fragment trasy WZ; w ciągu Promenady Staromiejskiej wybudowane jest przejście podziemne Brama Oławska), al. Juliusza Słowackiego, ulica Jana Ewangelisty Purkyniego, a nad Odrą przebiega zgodnie z bulwarem Xawerego Dunikowskiego, aż do mostu Piaskowego. Promenada Staromiejska otacza Stare Miasto pierścieniem od zachodu, południa i wschodu, a od północy zamyka ten pierścień Odra.

## Przyroda

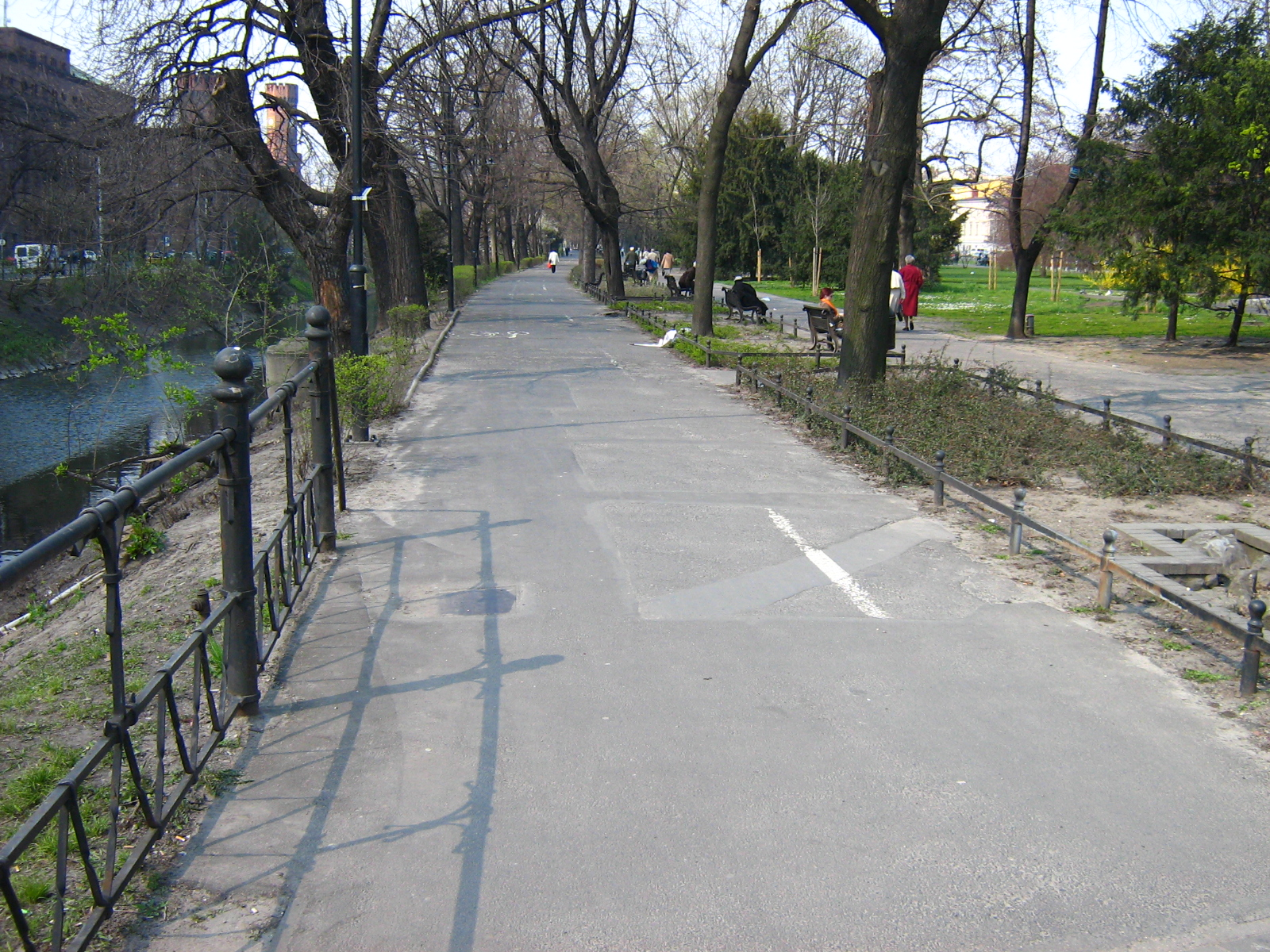
bulwar przy Placu Wolności

Pod względem przyrodniczym ten obszar zieleni jest stosunkowo ubogi. Wśród gatunków roślin, przede wszystkim drzew, można tu zobaczyć między innymi: 
- kasztanowce
- lipy szerokolistne
- lipy drobnolistne
- klony
- platany klonolistne (w tym dwa pomniki przyrody)
- cisy
- buki
- robinie akacjowe
- żywotniki
- lilaki
- derenie
- wiciokrzewy
- śnieguliczki
- miłorzęby dwuklapowe (w tym dwa pomniki przyrody)
- wiązowiec zachodni (w tym pomnik przyrody).

Liczba gatunków spotykanych tu zwierząt jest stosunkowo niewielka ze względu na silną penetrację przez człowieka tych obszarów zieleni, położonych w gęsto zaludnionej i zurbanizowanej części miasta. W rejonie fosy można spotkać około 30 gatunków ptaków, nieco więcej w obszarze Parku Juliusza Słowackiego.

## Nazwa
Nazwa Promenada Staromiejska dla tego ciągu zieleni, została nadana uchwałą nr LXXI/454/93 Rady Miejskiej Wrocławia z dnia 9 października 1993 roku w sprawie nazw parków i terenów leśnych istniejących we Wrocławiu. Stosowny przepis został zawarty w paragrafie 1 punkcie 8 tej uchwały:

8. Ciągowi zieleni  wzdłuż  fosy  miejskiej od mostu gen. Władysława Sikorskiego do  kładki  Muzealnej  i  dalej  wzdłuż Odry do  mostu Piaskowego nadaje się nazwę PROMENADA STAROMIEJSKA.

Utrzymaniem parków we Wrocławiu, w tym Promenady Staromiejskiej, zajmuje się Zarząd Zieleni Miejskiej Urzędu Miejskiego Wrocławia.

## Przebieg
| obiekt                                                           | opis                                      | fotografia |
| ---------------------------------------------------------------- | ----------------------------------------- | ---------- |
| Most Sikorskiego                                                 | most                                      |            |
| Plac Jana Pawła II                                               | plac                                      |            |
| Ulica św. Mikołaja                                               | ulica                                     |            |
| Brama Mikołajska                                                 | fortyfikacje obecnie: przejście podziemne |            |
| Ulica Ruska                                                      | ulica                                     |            |
| Fontanna Alegoria Walki i Zwycięstwa                             | fontanna                                  |            |
| Pałac ślubów                                                     | budynek                                   |            |
| Kładka św. Antoniego                                             | kładka                                    |            |
| Kładka Świebodzka                                                | kładka                                    |            |
| Nowa Giełda (po wojnie budynek klubu sportowego Gwardia Wrocław) | budynek                                   |            |
| Ulica Krupnicza                                                  | ulica                                     |            |
| Plac Wolności                                                    | plac                                      |            |
| Kładka Sądowa                                                    | kładka                                    |            |
| Opera                                                            | budynek                                   |            |
| Pomnik Ofiar Stalinizmu                                          | pomnik                                    |            |
| Ulica Świdnicka                                                  | ulica                                     |            |
| Brama Świdnicka                                                  | fortyfikacje                              |            |
| Pomnik Bolesława Chrobrego                                       | pomnik                                    |            |
| Teatr Lalek                                                      | budynek                                   |            |
| Park Mikołaja Kopernika                                          | park                                      |            |
| Amor na Pegazie                                                  | pomnik                                    |            |
| Pomnik Mikołaja Kopernika                                        | pomnik                                    |            |
| Ulica Piotra Skargi                                              | ulica                                     |            |
| Wzgórze Partyzantów Bastion Sakwowy                              | fortyfikacje                              |            |
|                                                                  | bulwar                                    |            |
| Ulica Nowa                                                       | ulica                                     |            |
| Zespół Szkół Plastycznych im. Stanisława Kopystyńskiego          | budynek                                   |            |
| IX Liceum Ogólnokształcące im. Juliusza Słowackiego              | budynek                                   |            |
| Ulica Oławska (Trasa WZ)                                         | ulica                                     |            |
| Brama Oławska                                                    | fortyfikacje obecnie: przejście podziemne |            |
| Galeria Dominikańska                                             | budynek                                   |            |
| Aleja Juliusza Słowackiego                                       | ulica                                     |            |
| Muzeum Architektury                                              | budynek                                   |            |
| Park Juliusza Słowackiego                                        | park                                      |            |
| Pomnik Juliusza Słowackiego                                      | pomnik                                    |            |
| Pomnik Katyński                                                  | pomnik                                    |            |
| Rotunda Panoramy Racławickiej                                    | budynek                                   |            |
| Ulica Jana Ewangelisty Purkyniego                                | ulica                                     |            |
| Muzeum Narodowe                                                  | budynek                                   |            |
| Zatoka Gondoli                                                   | port                                      |            |
| Bastion Ceglarski Wzgórze Polskie                                | fortyfikacje                              |            |
| Kładka Muzealna                                                  | kładka                                    |            |
| Bulwar Xawerego Dunikowskiego                                    | bulwar                                    |            |
| Plac Polski                                                      | plac                                      |            |
| Pomnik Ofiar UPA                                                 | pomnik                                    |            |
| kamień: zalanym artystom                                         | pomnik                                    |            |
| Przystań przy Hali Targowej                                      | port                                      |            |
| Odra Południowa                                                  | bifurkacja                                |            |
| Most Piaskowy                                                    | most                                      |            |